# Chusa Barbero
María Jesús Barbero (Madrid, 5 de julio de 1969), más conocida como Chusa Barbero, es una actriz española.

## Carrera
Con una sólida trayectoria teatral, el cine y la televisión tampoco le han sido ajenos, habiendo trabajado a las órdenes de Azucena Rodríguez o Pilar Miró. Su interpretación en Besos para todos, película de Jaime Chávarri en la que compartió protagonismo con Emma Suárez y Pilar López de Ayala, le valió una nominación en los premios Goya de 2000 como mejor actriz de reparto.

## Filmografía

### Televisión
- El súper' (1996)
- Médico de familia (1997)
- Ada Madrina' (1998)
- Hospital Central, como Dra. Susana Cortés (2000)
- Cuéntame cómo pasó, (2002)
- El comisario, (2003) y (2007)
- Génesis, en la mente del asesino, como Leticia Bravo (2007)
- El internado, como Susana Saavedra (2007)
- Fuera de lugar, como Bea (2008)
- Lalola, como Angustias (2008)
- No estás sola, Sara, como la psicóloga. TV movie (2009)
- Crematorio, como la inspectora de policía(2011).
- Amar es para siempre, como Emilia Jiménez de Baños (2013)
- La que se avecina, como Rosa (2014)
- El Ministerio del Tiempo, como la organizadora de bodas (2016)
- Centro Médico, (2016,2017,2018)
- serie Traición, (2018) como Sofía De Souza

### Largometrajes
- Entre rojas, como Gore. Dir. Azucena Rodríguez (1995)
- Tu nombre envenena mis sueños, reparto. Dir. Pilar Miró (1996)
- Besos para todos, como Marian. Dir. Jaime Chávarri (2000)
- Haz conmigo lo que quieras, como Ángela. Dir. Ramón de España (2003)
- Catarsis, como Luisa. Dir. Ángel Fernández Santos (2004)
- Quiéreme, como la esposa de Jaime. Dir. Beda Docampo Feijóo (2007)
- Balada triste de trompeta, como la mujer enjoyada. Dir. Álex de la Iglesia (2010)
- Reflejo, como Victoria. Dir. Bogdan Ionut Toma (2020)

### Cortometrajes
- A pagar en destino, como Mónica. Dir. Juan Luis Bahillo (1999)
- Vínculo, como una reportera. Dir. Carlos Muguiro (1999)
- El castigo, como la madrastra. Dir. Isabel de Ayguavives (2006)
- Hoy te amo. Dir. Ángel Lafuente (2012)
- Mi vida es el cine, como la maquilladora. Dir. Fernando Cayo y Bogdan Ionut Toma (2014)
- Horror Vacui, como la madre. Dir. Daniel Chamorro (2015)

### Teatro
- Don Juan Tenorio, de José Zorrilla. Dir. Ángel Facio (1991)
- Cabalgata, la magia del tiempo. Dir. Joan Font (1992)
- Teatro Nacional, de David Edgard. Dir. Edgard Saba (1993)
- Blanco por fuera, amarillo por dentro, ¿qué es?, Musical. Dir. Adolfo Simón (1994)
- Wozzeck. Dir. José Carlos Plaza (1994)
- Macbeth, de Shakespeare. Dir. Arnold Taraborrelli (1995)
- El corazón de la comedia: musical. Dir. Connie Philp (1995)
- El burlador de Sevilla, de Tirso de Molina. Dir. José Maya (1996)
- De mujeres y casamientos, entremeses de Pedro Calderón de la Barca, Francisco de Quevedo y Jacinto Benavente. Dir. Fernando Rojas (1996)
- Quo vadis, el musical. Dir. Jaime Chávarri (1997)
- El perro del hortelano, de Lope de Vega. Dir. María Ruiz (1999)
- La prueba, de David Auburn. Dir. Jaime Chávarri (2002)
- Historia de una escalera, de Antonio Buero Vallejo. Dir. Juan Carlos Pérez de la Fuente (2003)
- Rondo para dos mujeres y dos hombres, de Ignacio Amestoy. Dir. Francisco Vidal (2005)
- El caballero de Olmedo, de Lope de Vega. Dir. José Maya (2006)
- Cruel y tierno, de Martin Crimp. Dir. Javier García Yagüe (2006)
- Así es (si así os parece), de Luigi Pirandello. Dir. Miguel Narros (2007)
- La señorita Julia, de Strindberg. Dir. Miguel Narros (2008)
- El tiempo y los Conway, de J. B. Priestley. Dir. Juan Carlos Pérez de la Fuente (2010-2011)
- Recortes: frágil y reflectante, de Clara Brennan. Dir. Mariano Barroso (2014)
- Cuatro Corazones con Freno y Marcha Atrás, de Enrique Jardiel Poncela.Dir. Gabriel Olivares  (2017)
- Después del Ensayo, de Inmar Bergmang.Dir. Juan Jose Afonso  (2017)

## Premios y nominaciones
- Nominada a los Premios Goya a la mejor interpretación femenina de reparto por Besos para todos (2000)
- Nominada a los Premios de la Unión de Actores por su trabajo en la obra teatral La prueba de David Auburn (2003)
- Premio a la Mejor Interpretación Femenina en el Festival de Cine de Ponferrada, por su trabajo en Catarsis(2004)
- Premio a la Mejor Interpretación Femenina en el Festival de Cine de Lorca, por su trabajo en Catarsis (2005)
- Premio Unión de Actores  a la Mejor Interpretación Femenina de Reparto por su trabajo en Crematorio  (2012)